# Roscoe Arbuckle

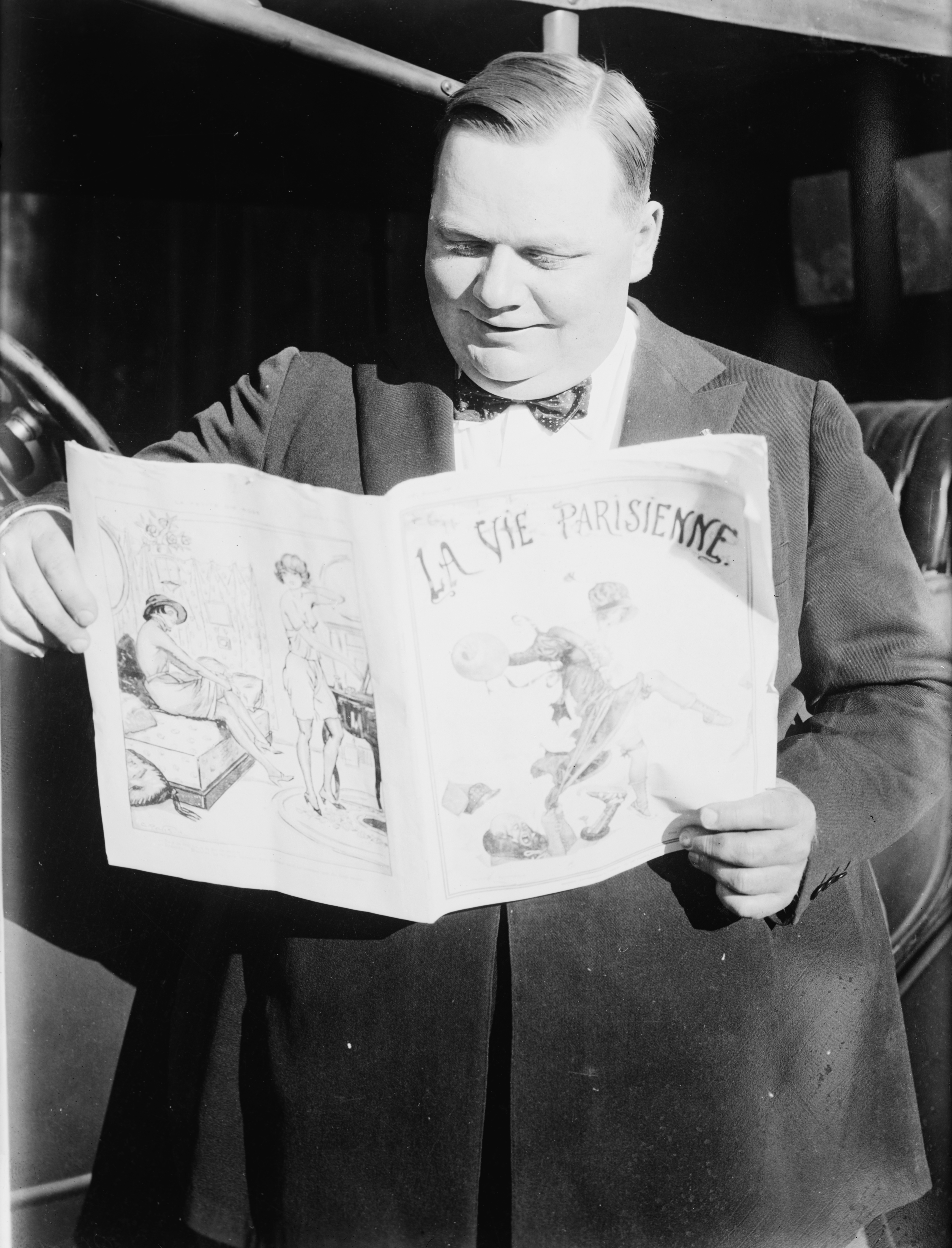
Roscoe Arbuckle

Roscoe Arbuckle (n. 24 martie 1887, Smith Center⁠(d), Kansas, SUA – d. 29 iunie 1933, New York City, New York, SUA) a fost un actor american de comedie, unul dintre pionierii genului burlesc.

## Biografie
- Roscoe Arbuckle - Primul destin “regizat” - Friends never called him "Fatty"...

Roscoe Arbuckle s-a născut la 24 martie 1887. După moartea mamei a fost abandonat și de tată. Avea 12 ani. În 1904 s-a alătuart unui teatru unde și-a cunoscut prima soție. În 1909 apare prima oară într-un film Bens Kid, o producție Selig. Din 1913 începe colaborarea cu Keystone, unde în 1914 face un film împreună cu Charlie Chaplin (Charlot și Fatty cheflii), iar din 1916 începe seria Fatty and Mabel alături de Mabel Normand care va înceta un an mai târziu odată cu despărțirea lui Sennet de Mabel și de vânzarea Keystone. Prima parte a carierei se încheia aici tot printr-o despărțire, acum de prima lui soție, 1917.
În 1921, când cariera lui era la apogeu, în timpul unei petreceri la un hotel din San Francisco, actrița Virginia Rappe este violată, iar la câteva zile moare. Fatty este acuzat de crimă, însă pe nedrept, ceea ce va hotărî și tribunalul, achitându-l de vinovăție. Însă cariera lui este distrusă, nimeni nu îl mai angajează, tot ce încearcă să facă îl va aduce din nou fața în față cu scandalul. Începe o perioadă în care va fi victima alcoolului și al drogurilor. Va fi ajutat de Keaton să reintre în industria filmului, însă ca regizor și sub numele de William B. Goodrich.
Un destin tragic va sfârși în 1933 când i se va oferi un rol într-un lung metraj, de data asta sub numele lui, iar revistele de scandal îl iartă și toată lumea îi va ține partea. Însa va suferi un atac de cord și va muri în același an.

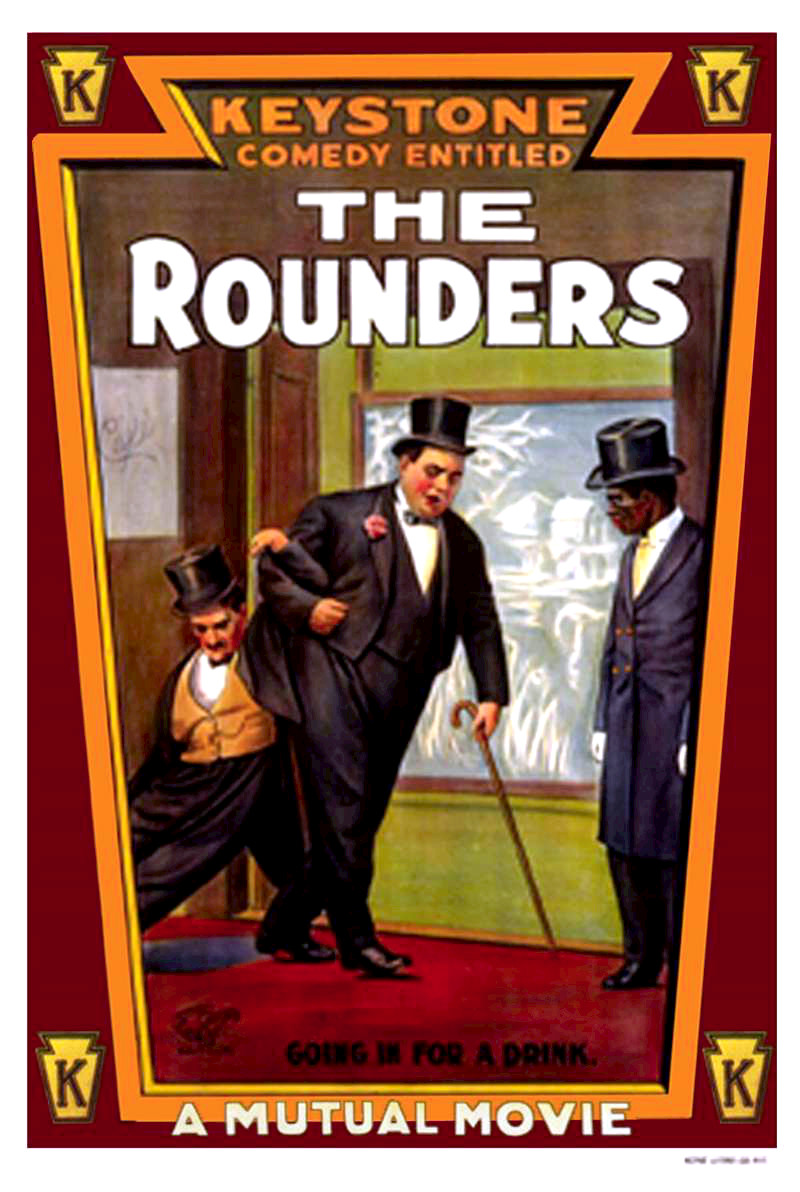
Afișul filmului Charlot și Fatty cheflii

## Filmografie
- Chaplin prin ochii prezentului: Goana după aur, 2003
- Back Stage, 1919, regizor, actor
- Out West, 1918 regizor, actor, scenarist
- Charlot la bal, (Tango Tangles, 1914) actor
- Charlot și Fatty cheflii, 1914, actor
- His New Profession, 1914, actor
- The Knockout, 1914, actor
- Fatty intră în poliție, 1913, actor